# Tutto il mondo ride (film 1934)
Tutto il mondo ride (in russo Весёлые ребята?, Vesëlye rebjata) è un film del 1934 diretto da Grigorij Aleksandrov e interpretato da Leonid Utësov e Ljubov' Orlova. Considerato un classico della cinematografia sovietica, è la prima commedia musicale girata in URSS.

## Trama
Kostja conduce le proprie greggi al suono del suo flauto, fra i monti prossimi ad a una rinomata località balneare, tra i facoltosi frequentatori della quale si sparge la voce che il famoso direttore d'orchestra sudamericano Costa Fraschini sia sbarcato. Elena, che risiede con la madre in una lussuosa villa, scambia Kostja per il musicista, e lo invita, per la sera, a cena. Il pastore, prima del desinare, viene invitato a suonare, ma ciò attira gli armenti che pascolavano nei dintorni: ogni genere di bovino, ovino, caprino e suino penetra nella casa da porte e finestre, e in breve la mette totalmente a soqquadro. Quando si scopre che Kostja – che nel frattempo si è innamorato di Elena - è un umile pastore, viene scacciato con sdegno. Anjuta, una serva di casa, invece, si interessa a lui. L'estate è finita e i villeggianti tornano in città.
Un mese dopo Kostja si trova a Mosca. Una sera, ad un teatro è programmato un concerto diretto da Costa Fraschini. Con un nuovo scambio di persona, Kostja è preso per Fraschini; si ritrova sul podio, e, inconsapevolmente dirige l'orchestra in una interpretazione ardita quanto memorabile, alla quale hanno assistito, dai loro palchi, anche Elena e la madre. Le due donne tentano, dopo l'esecuzione, di riallacciare i rapporti con colui che credono essere Fraschini, ma Kostja, di nuovo, è smascherato e deve fuggire, non prima che alcuni membri di un gruppo di musica leggera lo convincano a dirigere la loro band.
Passa qualche mese. Il gruppo musicale di Kostja è fatto sloggiare dal locale delle prove, perché fra i membri della band, denominata "L'amicizia", è scoppiata una furente rissa. Kostja non si perde d'animo: le prove si terranno dove capita, ad esempio al seguito di un funerale. Sotto una pioggia battente, è lo stesso conduttore del carro funebre a condurre i componenti della band, che ora si chiama "Ensemble di laminazione del metallo", addirittura al Bol'šoj, dove chissà come hanno ottenuto una scrittura. Prima di giungervi, la carrozza sta per investire Anjuta, che si trovava a passare di lì per caso, e che si unisce alla band.
Inizialmente l'esibizione non va molto bene perché gli strumenti sono troppo fradici per funzionare correttamente. Poi, miracolosamente, avviene una trasfigurazione: Kostja e i suoi musicisti si ritrovano, da macilenti che erano dopo il temporale, a rivestire perfetti abiti di scena, e danno vita ad uno splendido concerto, al quale si uniscono non solo Anjuta (e il cocchiere), ma l'orchestra sinfonica e l'intero corpo di ballo del grande teatro. Un trionfo.

## Trivia
Tutto il mondo ride è stato l'unico film prodotto in Unione Sovietica che venne distribuito nelle sale cinematografiche italiane durante il fascismo.